# Ukrajinský stát
Ukrajinský stát ( ukrajinsky Українська держава Ukrajinska deržava), nazývaný také Hejtmanát (ukrajinsky Гетьманат Het'manat ), byl krátkotrvající ukrajinský stát. Vznikl během první světové války 29. dubna 1918 s podporou Ústředních mocností poté, co rozpustily Centrální radu Ukrajinské lidové republiky (UNR).

## Dějiny
V brestlitevských mírových jednáních podepsali zástupci ústředních mocností na jedné straně a socialistické vlády Ukrajinské lidové republiky dne 9. února 1918 tzv. „Chlebový mír“. Bylo to v podstatě založeno na dohodě, že UNR bude dodávat zemědělské produkty Německu výměnou za vojenskou pomoc proti bolševikům. Sovětská ruská strana zatím odmítala podepsat podmínky mírové smlouvy navržené Němci, které považovali za nepřijatelné.
Od 18. února 1918 německá a rakousko-uherská vojska napadla a obsadila Ukrajinu. S podporou Centrálních mocností se vláda UNR, která předtím musela uprchnout před postupujícími rudými jednotkami, mohla vrátit do Kyjeva.

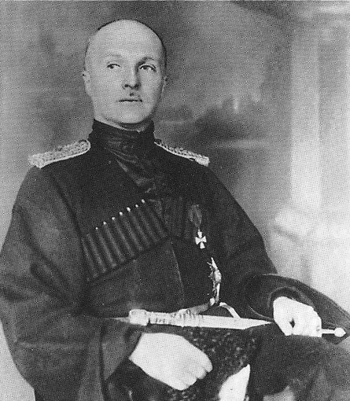
Pavlo Skoropadskyj v roce 1918

Postupem času se však ukázalo, že Ukrajinská lidová republika není schopna ani ochotna spolupracovat s okupačními vojsky v požadované míře. Německá okupační moc proto 28. dubna 1918 násilně rozpustila právě zasedající Centrální radu. Následujícího dne sjezd statkářů prohlásil konzervativního statkáře a generála Pavla Skoropadského, který již dříve při jednání souhlasil s německými podmínkami, hejtmanem celé Ukrajiny.
Označením hlavy státu za hejtmana se doufalo, že napojení na národní kozácké tradice získá v očích obyvatelstva legitimitu. Kromě toho přejmenoval stát na Ukrajinský stát. Téhož dne vydal manifest, ve kterém slíbil vytvořit vlast pro všechny Ukrajince a předložil provizorní ústavu. Vláda Skoropadského byla de facto diktaturou převážně ruských statkářů, obchodníků, podnikatelů a správců podporovaných německými vojsky. Proti nim byl velký odpor, zejména na venkově. Německá armáda byla opakovaně používána k potlačení nepokojů a regionálních rolnických povstání.
Aby si zajistil podporu nacionalistické opozice, snažil se hejtman o nacionalistický háv. Propagoval ukrajinské umění a kulturu a nechal zřídit školy. Sociální a ekonomická situace zůstala katastrofální, Skoropadského vládu podporovalo jen velmi málo sociálních sil ze samotné Ukrajiny, ale byl proti ní silný odpor. Na protest proti puči se části ukrajinské armády a sičských střelců rozpadly nebo dezertovaly. Odpor proti Skoropadského vládě v zemi stále rostl a 30. července byl levou eserkou zabit Hermann von Eichhorn, velitel německých jednotek v Kyjevě. Přibližně od srpna 1918 byla porážka centrálních mocností v první světové válce stále pravděpodobnější, začal Skoropadskyj hledat jinou podporu, aby se mohl udržet u moci. V důsledku toho si vybudoval těsnější a užší vazby na bílé jednotky v ruské občanské válce, což však způsobilo ještě další kolaps podpory ukrajinského obyvatelstva.

## Ukrajinská občanská válka

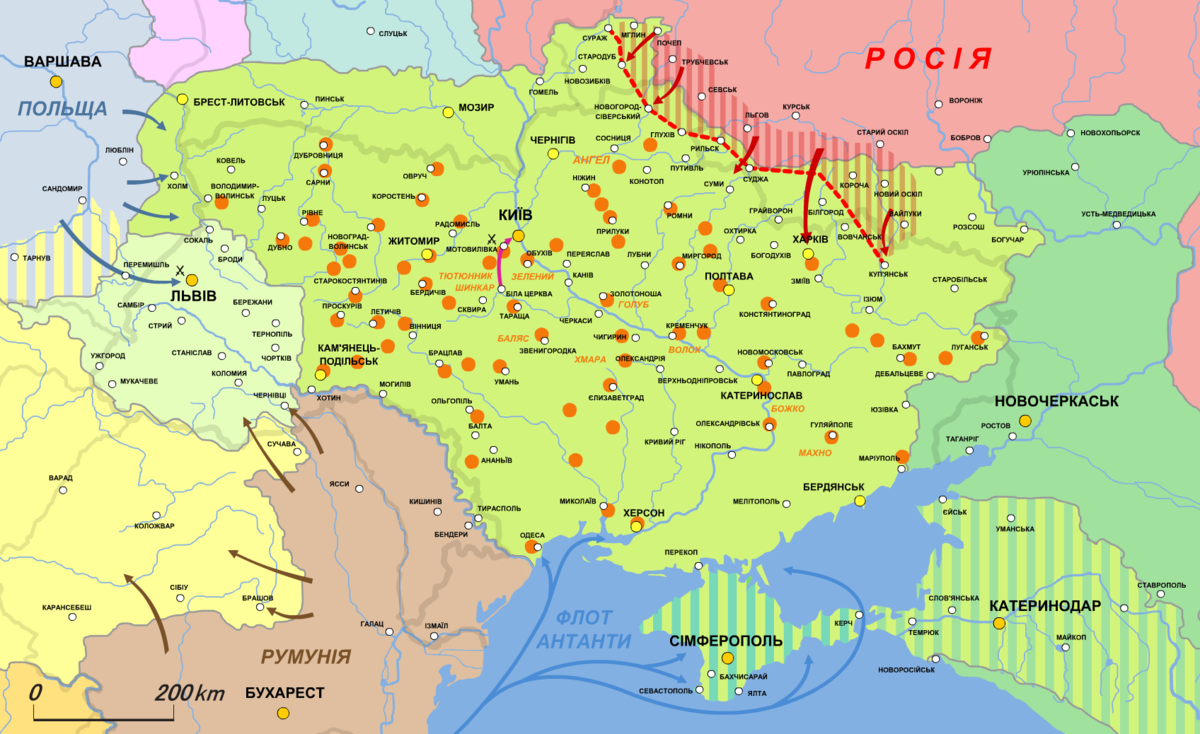
Mapa Ukrajinského státu v roce 1918

16. listopadu 1918 vypuklo ve městě Bila Cerkva u Kyjeva otevřené lidové povstání proti Skoropadského vládě. Povstalci se rychle prosadili a 14. prosince téhož roku, kdy Ukrajinská lidová armáda dobyla Kyjev, dokázali přinutit Skoropadského k rezignaci na post hejtmana. Vojska centrálních mocností se sice v době občanské války stále nacházela v zemi, ale po příměří v Compiègne již neměla žádný zájem zasahovat do vnitřních záležitostí země. Také ruské bílé jednotky pod vedením Antona Děnikina, které byly mezitím ve velkém počtu na Ukrajině a mocnosti Dohody zasahující na Ukrajině od prosince 1918 již nebyly schopny zvrátit občanskou válku. Po hejtmanově abdikaci jeho vládu vystřídalo Ředitelství Ukrajinské lidové republiky, které obnovilo Ukrajinskou lidovou republiku, ale po několika týdnech bylo z Kyjeva vytlačeno Rudou armádou a bolševiky, kteří znovu nastolili sovětskou Ukrajinu v lednu 1919.